# Reconstruction du World Trade Center
Pour les articles homonymes, voir World Trade Center (homonymie).
Cet article concerne le site post-attentats de 2001. Pour l'article sur le site original du WTC construit à partir de 1966, voir Construction du World Trade Center.
Le projet de reconstruction du World Trade Center démarre peu de temps après les attentats du 11 septembre 2001, quand le maire de New York Rudy Giuliani, le gouverneur de l'État de New York George E. Pataki, et le président américain George W. Bush promettent de reconstruire le World Trade Center.
Le jour des attentats, Rudy Giuliani déclare : « Nous allons reconstruire. Nous allons en ressortir plus forts qu'auparavant, politiquement plus forts, économiquement plus forts. ». Lors d'une visite sur le site, le 14 septembre 2001, le président Bush s'adresse aux ouvriers chargés du nettoyage du site à l'aide d'un mégaphone. Une personne dans la foule crie alors : « Je ne vous entends pas », Bush répond alors : « Je vous entends. Le reste du monde vous entend. Et les gens qui ont détruit ces bâtiments nous entendront tous bientôt. ».

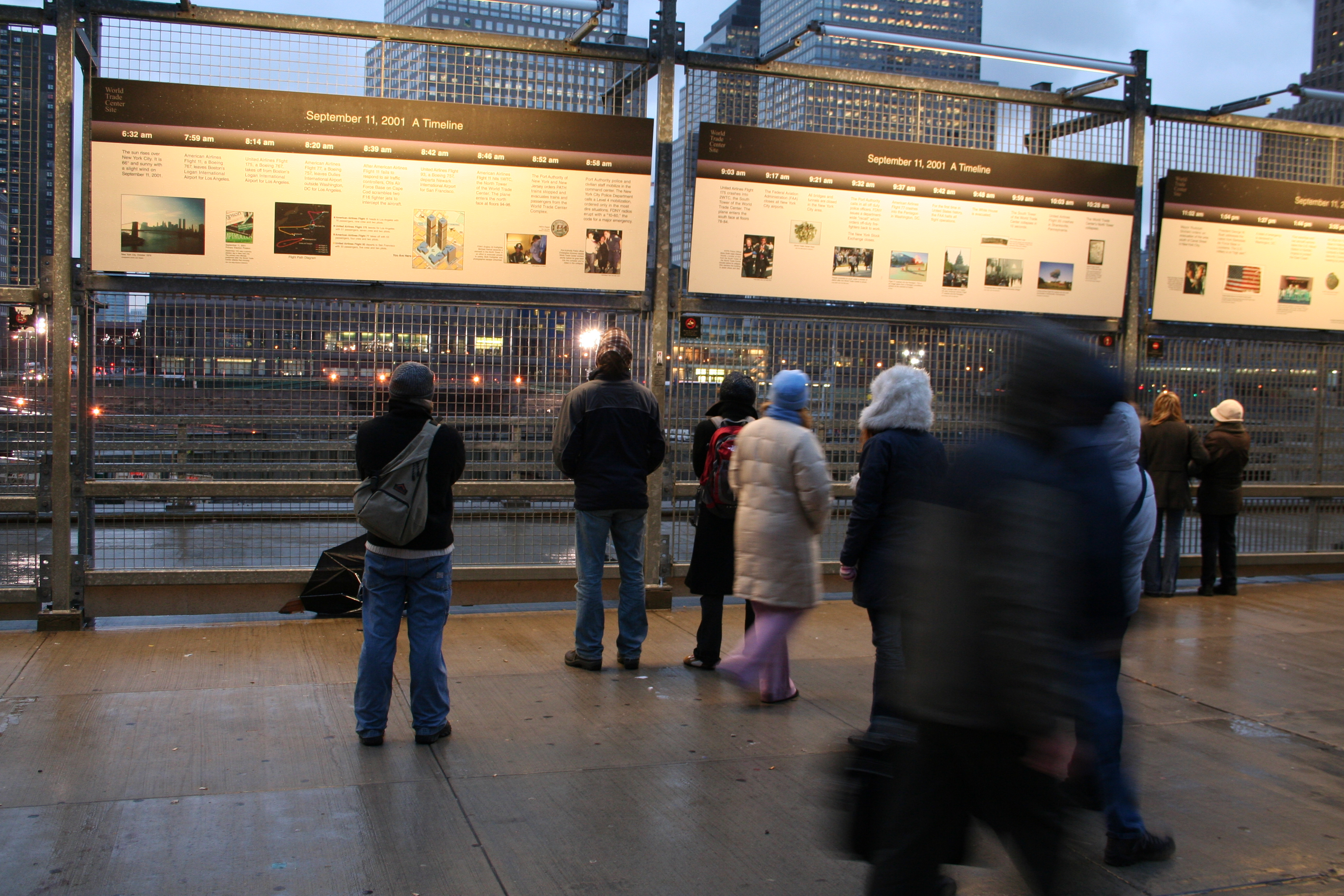
Point d'observation du site du World Trade Center en 2005.

Dans un discours, devant le Congrès, le président déclare : « Comme un symbole de la volonté de l'Amérique, mon administration travaillera avec le Congrès, et ces deux leaders, montreront au monde que nous reconstruirons New York. ». La réponse immédiate du propriétaire du site, Larry Silverstein est alors : « Ce serait la plus grande des tragédies que de ne pas reconstruire cette partie de New York. Ce serait donner la victoire aux terroristes. ».
Vingt ans après les attentats, la reconstruction du site comprend un mémorial situé sur l'emplacement des tours jumelles détruites, une nouvelle gare surnommée « occulus », la tour la plus haute des États-Unis, le One World Trade Center, trois autres nouveaux gratte-ciels, le Seven World Trade Center, le Four World Trade Center et le Three World Trade Center,  ce dernier ayant été inauguré en 2018, avant celles de l'église orthodoxe grecque St.Nicholas implantée sur le Liberty Park et du Performing Arts Center, construit au pied du One World Trade Center

## Lower Manhattan Development Corporation
Le gouverneur George E. Pataki, crée une commission officielle, la Lower Manhattan Development Corporation (LMDC) en novembre 2001, pour superviser le processus de reconstruction. La LMDC coordonne l'assistance fédérale durant la reconstruction et travail avec l'autorité portuaire, Larry Silverstein et le chef de projet sur les nouveaux plans du site. La société gère également la communication avec la communauté locale, les entreprises, la ville de New York, et les proches de victimes des attentats du 11 septembre. Un comité de 16 membres d'administration, la moitié nommés par le gouverneur et l'autre moitié par le maire de New York, dirige la LMDC.
Le LMDC possède un statut juridique discutable en ce qui concerne la reconstruction du site du World Trade Center, car l'autorité portuaire possède la plus grande partie du site et que Larry Silverstein loua des bureaux du World Trade Center en juillet 2001. Mais, en avril 2002 la LMDC affirma son rôle dans l'articulation de la revitalisation de Manhattan[incompréhensible].

## Les premières propositions de design
Dans les mois qui suivent les attentats, des architectes et des experts de la planification urbaine tinrent des réunions et des forums pour échanger des idées sur la reconstruction du site. En janvier 2002, un marchand d'art New-Yorkais, Max Protetch a acquis 50 concepts d'artistes et d'architectes, qu'il a exposé dans sa galerie d'art de Chelsea.
En avril 2002, le LMDC demanda à 24 cabinets d'architecture de Manhattan, de soumettre des idées pour la reconstruction du World Trade Center. Le mois suivant, le LMDC sélectionna Beyer Blinder Belle comme concepteur du nouveau design du site du World Trade Center.
Le 16 juillet 2002, Beyer Blinder Belle dévoila six concepts de design pour le site du World Trade Center. Les six modèles ont été notés « médiocres » par 5000 new-yorkais qui furent interrogés, de sorte que le LDMC annonça une étude de design internationale.

## Concours d'architecture de 2002
Dans un communiqué de presse d'août 2002, la LMDC annonça une étude de design pour le site du World Trade Center. Le mois suivant, la LMDC avec New York New Visions (un regroupement de 21 cabinets d'architectes, d'ingénieurs, de paysagistes et d'organismes de création) a annoncé sept demi-finalistes. Les sept cabinets d'architectes suivants ont ensuite été invités à s'affronter pour devenir l'architecte en chef du nouveau World Trade Center:
- Foster + Partners (Norman Foster)
- Studio Daniel Libeskind (Daniel Libeskind)
- Meier Eisenman Gwathmey Holl (Peter Eisenman, Richard Meier, Charles Gwathmey et Steven Holl), parfois connu sous le nom The Dream Team[15]
- Skidmore, Owings and Merrill
- THINK Team (Shigeru Ban, Frédéric Schwartz, Ken Smith, Rafael Vinoly)
- United Architects

Peterson Littenberg, une petite entreprise d'architecture New-Yorkaise, avait été engagée par la LMDC plus tôt durant l'été en tant que consultant, et a été invité à participer en tant que septième demi-finaliste.
Les sept demi-finalistes présentèrent leurs projets au public le 18 décembre 2002, au Winter Garden (en) du World Financial Center. Dans les semaines suivantes le cabinet Skidmore, Owings & Merrill retira son projet de la compétition.
Quelques jours avant l'annonce des deux finalistes en février 2003, Larry Silverstein écrivit à John Whitehead, le président de la LMDC, pour exprimer sa désapprobation de tous les designs des demi-finalistes. En tant que bénéficiaire de l'assurance des tours jumelles, Silverstein affirma qu'il avait un droit exclusif de décider ce qui serait construit. Il annonça qu'il avait déjà choisi Skidmore, Owings & Merrill comme son architecte pour le site.
Le 1er février 2003, la LMDC choisit deux finalistes, la THINK Team et Studio Daniel Libeskind, et prévoit de choisir un gagnant d'ici la fin du mois.
Rafael Viñoly de la THINK Team et Studio Daniel Libeskind présentèrent leurs créations à la LMDC, qui choisit finalement la conception THINK Team. Plus tôt, durant la même journée, Roland Betts, un membre de la LMDC, avait organisé une réunion et ses membres avaient accepté de voter pour le projet THINK Team avant d'avoir vu les présentations finales. Le gouverneur Pataki, qui avait originellement dirigé la LMDC, intervint et annula la décision de la LMDC. Le 27 février 2003, Studio Daniel Libeskind remporta officiellement la compétition pour être l'architecte du nouveau World Trade Center.
La proposition initiale de Libeskind, intitulée Memory Foundations, a subi des révisions importantes au cours de la collaboration avec Larry Silverstein, et Skidmore, Owings and Merrill, que Silverstein avait embauché. Bien que Libeskind ait conçu le site, les bâtiments individuels ont été conçus par des architectes différents.
Des informations détaillées sur les plans de Memory Foundations peuvent être consulté sur le site Web de la LMDC.
Bien que toutes les idées de Liebeskind n'aient pas été intégrées dans le projet final, sa conception selon laquelle les empreintes originales des Twin Towers devaient être transformées en un mémorial et ne pas être utilisé à des fins commerciales reçue le soutien du public. En conséquence, les avocats de Liebeskind engagèrent des négociations qui durèrent plusieurs années avec la firme New-Yorkaise Wachtell Lipton pour obtenir le contrat de la construction du mémorial. La première étape de ce processus, achevée en 2003, fut le « troc » dans lequel Silverstein renonça à ses droits sur les empreintes des tours jumelles afin qu'ils puissent devenir un mémorial, et en échange obtint le droit de construire cinq nouvelles tours de bureaux autour du monument. Le « troc » et les négociations qui s'ensuivirent et qui durèrent de nombreuses années, font partie de ce qui est désigné comme étant la plus complexe transaction immobilière de l'histoire en raison de la complexité des questions en jeu et de la difficulté de parvenir à un consensus.

## Construction du One World Trade Center

### Chronologie
La construction du One World Trade Center a été reportée à 2006 en raison de différends entre l'autorité portuaire et le développeur. Tishman Realty & Construction fut sélectionné en tant que constructeur. Le bâtiment a atteint le niveau du sol le 17 mai 2008 et devrait être achevé d'ici le printemps 2013 pour ouvrir à l'automne de la même année.

#### 2004-2007
La pierre angulaire du One World Trade Center fut symboliquement placée le 4 juillet 2004, mais la construction fut bloquée jusqu'en 2006. Cette pierre fut temporairement retirée du chantier le 23 juin 2006. Le projet fut retardé à cause de problèmes d'argent, de sécurité et de conception. Mais les dernières questions furent réglées le 26 avril 2006 grâce à un accord entre Larry Silverstein et l'autorité Portuaire de New York et du New Jersey. Pendant l'été 2006 des explosifs furent utilisés pour détruire les dernières fondations de l'ancien centre. Des explosions contrôlées ont continué pendant deux mois sur le site.

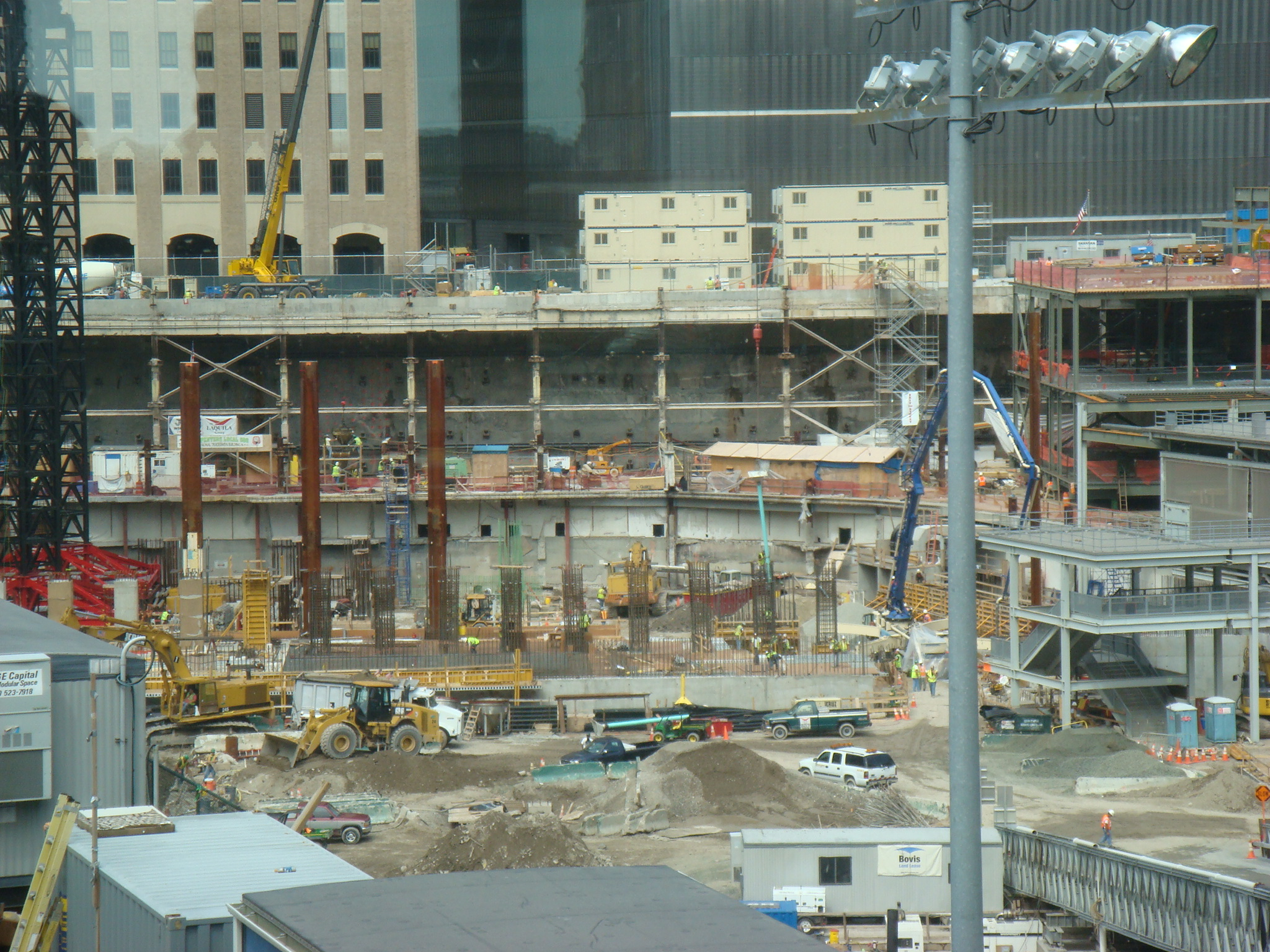
Le One World Trade Center en construction le 7 août 2007.

Le 18 novembre 2006, 310 mètres cubes de béton apportés par plus de 40 camions ont été coulés sur les fondations réalisées par la filiale américaine de la société italienne TreviGroup, leader mondial en la matière. Le 17 décembre 2006, une cérémonie eut lieu à Battery Park où tous les spectateurs furent invités à signer sur une poutre d'acier de 9,1 m. Cette poutre, la première à être installée, fut soudée sur la base du bâtiment le 19 décembre 2006.
Le 9 janvier 2007, un deuxième ensemble de poutres fut soudé à la partie supérieure de la première série. En février 2007, les estimations du coût de la construction de One WTC s'élevaient à 3 milliards de dollars, 12 380 $ le mètre carré. Environ 1 milliard de dollars de l'assurance pour la destruction des tours lors des attentats du 11 septembre fut récupéré par Silverstein et utilisé pour la construction du nouveau One World Trade Center. L'État de New York devrait fournir 250 millions de dollars pour les coûts de construction, et l'autorité portuaire a accepté de financer à hauteur d'un milliard de dollars. En 2007, la Tishman Construction Corporation de New York compléta une rangée de colonnes d'acier dans le périmètre du chantier. Les bases de deux grues furent érigées près de la tour. Fin 2007, les fondations de la tour étaient presque terminées.

#### 2008-2009
En janvier 2008, deux grues furent déplacées sur le chantier de construction. Le noyau en béton de la tour a commencé à être érigé au début de l'année 2008. Le 22 février 2008, 9400 des 45 000 tonnes d'acier nécessaires avaient été commandées. Le 13 mars 2008, la structure d'acier de la tour avait atteint 21 mètres de haut, 3 mètres sous le niveau de la rue,. De fin mars à début avril, une reproduction haute de 12 mètres d'une section de la paroi de la tour qui était censée être haute de vingt-quatre étages fut testée par les laboratoires Construction Consulting en Californie. Le but de l'essai était de s'assurer que l'extérieur de la tour construit en verre serait capable de résister à des tremblements de terre et à des conditions climatiques extrêmes. Des essais ont également eurent lieu sur une autre maquette à échelle réelle à Albuquerque au Nouveau-Mexique. Les deux maquettes réussirent les tests. À la mi-avril, un lot de béton a dû être remplacé après avoir échoué un test de stress.
Le 17 mai 2008, la tour dépassa le niveau de la rue lorsque de nouvelles sections furent boulonnées à deux des vingt-quatre colonnes en acier jumbo marquant l'empreinte de l'immeuble. Les nouvelles sections de colonnes de la structure montaient jusqu'à 4,6 mètres au-dessus du niveau de la rue. En juin, le squelette d'acier chanfreiné de la base en béton de la tour commença à prendre forme. À la fin du mois, le béton fut coulé pour le sol du niveau souterrain B3 de la tour. Le 30 juin 2008, la personne chargée du suivi de la reconstruction du World Trade Center pour le bureau du gouverneur de New York, Chris Ward (directeur exécutif de l'autorité portuaire) nota que près de 90 pour cent des contrats de construction avait été vendus aux enchères.

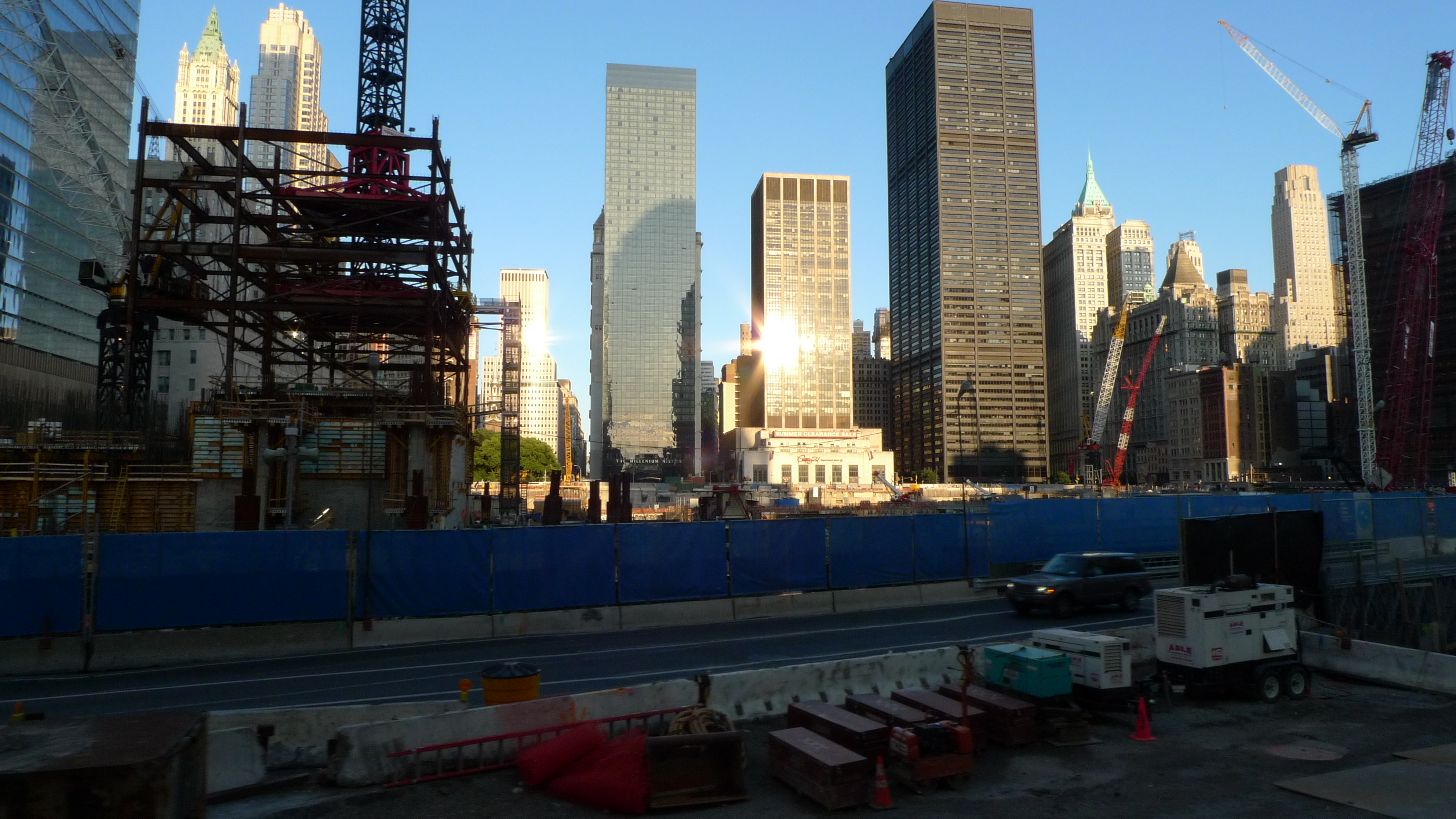
Le site du One World Trade Center Site le 12 juillet 2009.

En août, le 1 WTC atteignit 7,6 mètres au-dessus du niveau de la rue. Au cours de sa réunion du 16 septembre, le conseil portuaire approuva des contrats pour les systèmes de gestion de la sécurité du bâtiment, et 95 % des contrats nécessaires pour finir la tour avaient été signés. Le contrat de 20 millions de dollars pour la sécurité incluait l'analyse vidéo sophistiqué avec laquelle les ordinateurs pouvaient alerter le personnel de sécurité et les prévenir de situations anormales. Le 10 octobre, Collavino Construction déversa près de 400 autres mètres cubes de béton au centre de la tour, l'élevant juste au-dessus du niveau de la rue.
Le 11 février 2009, la tour était haute de 32 mètres au-dessus du niveau de la rue. Le 2 juillet 2009, plus de 920 mètres cubes de béton furent coulés pour construire le rez-de-chaussée. Le 13 août, les constructeurs de 1 WTC placèrent une pièce d'acier de 64 tonnes, la plus grande colonne encore jamais installée dans le bâtiment. Chaque colonne en acier, fabriquée dans une usine au Luxembourg, faisait environ 18 mètres de long. Les colonnes en bas de la tour, près des fondations mesuraient environ 11 mètres de long.
Le 1er novembre 2009, les vingt-quatre colonnes de périmètre du WTC 1 étaient toutes construites, et la construction du deuxième étage (l'étage au-dessus du rez-de-chaussée) était presque terminée. En outre, l'autorité portuaire de New York et du New Jersey indiqua dans son rapport annuel de 2009 que la mise en place des principales pièces d'acier devait commencer en janvier 2010, et que la construction du plancher pourrait suivre.

#### 2010-2011
L'installation de l'acier et du béton continua en 2010 grâce à l'utilisation de deux grues supplémentaires. Le cinquième étage fut terminé le 16 janvier. En février, la construction du sixième et dernier étage de la base de la tour se termina et l'Autorité portuaire annonça que le 1 WTC mesurait maintenant 61 mètres. À la fin de mars 2010, des poutres en acier ont commencé à être placées pour construire le deuxième étage de bureaux. En avril, la structure d'acier du bâtiment avait atteint 26 étages, et le béton avait été placé sur la structure de base à la fin mois.
En mai 2010, l'Autorité portuaire déclara que près d'un étage était construit par semaine, et qu'il était prévu que le One World Trade Center atteindrait 55 étages d'ici fin 2010. Le système de cocon avait également été installé, marquant la première utilisation d'un système de sécurité en cocon sur une superstructure à base acier dans une ville.
Le 13 juillet 2010, les ouvriers trouvèrent les restes d'un voilier datant du XVIIIe siècle sur le site du World Trade Center lors de la fouille pour installer le centre de sécurité pour les parkings du One World Trade Center. Ces restes se constituaient d'un morceau de la coque du navire de 9,8 mètres et une ancre de 45 kg. La coque a été tronquée et les poutres sciées. Le navire avait probablement été placé dans une décharge au début du XIXe siècle pour aider à étendre Manhattan. Des morceaux du navire furent enlevés et envoyés à un laboratoire pour essayer de dater le bateau. Une autre partie du voilier fut trouvée sur le site en août 2011, donnant aux historiens plus d'informations sur le navire, qui devait encore être sur les mers actif dans les années 1770.
En octobre 2010, la structure en acier de la tour atteignit 44 étages,. En novembre, les panneaux de façade en acier inoxydable et an verre furent préparés pour une installation ultérieure. Ces panneaux devaient être assemblés entre les étages 20 et 24. Le 13 novembre, les premiers panneaux de façade en verre furent installés au 20e étage. Steven Coleman, porte-parole de l'Autorité portuaire, déclara: « Une fois que les premiers panneaux auront été placés, ils seront en mesure d'installer des panneaux de verre au rythme d'un étage par semaine ». Le 17 novembre, la tour avait atteignit 48 étages.
L'Administration portuaire annonça le 16 décembre 2010, que le 1 WTC atteignit le 52e étage, et passa à plus de 180 mètres, cet événement marqua la mi-chemin pour la construction de l'armature en acier du bâtiment,. En février 2011, la tour a atteignit 56 étages, 203 mètres, tandis que les panneaux de verre atteignirent le 27e étage. Le 12 mai 2011, l'installation du verre prismatique sur la base de l'édifice fut annulée en raison de des problèmes techniques.
Le 15 juin 2011, le One World Trade Center faisait 70 étages de haut, l'installation de la façade en verre avait atteint le 45e étage, et un plancher en béton avait été installé au 63e. Le 1er août, les ouvriers chargés de la mise en place du béton et les charpentiers de la tour quittèrent le chantier un mois après que leur contrat de travail ait expiré. Les travailleurs retournèrent au travail le 3 août,.
Le 31 décembre 2011, le One World Trade Center faisait 92 étages et 347 m de haut, et la façade en verre avait atteint le 69e, et le bâtiment devint le cinquième plus haut des États-Unis, derrière la Willis Tower, le Trump International Hôtel (Chicago), l'Empire State Building, et la Bank of America Tower. Il est aussi actuellement la cinquième structure autoportante la plus haute aux États-Unis.

#### 2012-2013
(avril 2017).
La construction fut ralentie de janvier à février 2012 en raison d'un hiver exceptionnellement doux qui a provoqué des vents violents et des conditions de givrage sur le dessus de la structure qui la rendait dangereuse pour les ouvriers. Des problèmes financiers avec un fournisseur d'acier causèrent d'autres retards et qui ralentirent la livraison des poutres d'acier du One World Trade Center. Il fallut plus de deux mois pour compléter le 92e étage. Avec la météo s'améliorant en mars et les questions financières étant résolues, la construction continua. Le bâtiment dépassa l'Empire State Building et devint le plus grand bâtiment de la ville le 30 avril 2012. On ne sait pas si oui ou non l'antenne sera incluse dans la taille officielle du bâtiment, ce qui signifie que la hauteur officielle de l'immeuble pourrait être réduite de la barre symbolique des 1.776 pieds à 1.368 pieds Cela permettrait également de rendre le bâtiment plus petit que celui de 432 Parc Avenue (1379 pieds actuellement en construction à partir de mai 2012), faisant du 432 Park Avenue le plus haut bâtiment de New York finalement.
Le 21 juin, la tour avait atteint le 104e étage et les panneaux de verre atteignirent le 80e étage. La construction ralentit de nouveau à partir de fin juin jusqu'à la mi-juillet en raison des températures élevées qui ont bloqué la construction. Avec des températures plus basse en juillet, 16 équipes de construction ont commencé à installer un parapet d'acier au sommet du 1 WTC. Le 18 juillet, le premier nœud d'acier a été installé,. Le 31 juillet 2012, toutes les colonnes d'angle du parapet, également appelées "nœud d'acier", avaient été installées sur le pourtour de la tour. Une poutre spéciale, signée par le président américain Barack Obama, les responsables locaux et les ouvriers de la construction, fut mise en place le 2 août 2012. Une cérémonie fut organisée à cette occasion, mais les responsables nièrent qu'elle était considérée comme une cérémonie de bouquet final. Le 10 août 2012, le One World Trade Center atteignit le 105e étage et l'installation de la façade de verre le 82e. Le bâtiment atteignit sa hauteur finale le 30 août, 2012, lorsque la dernière des poutres fut installée sur le parapet.
Actuellement, les ouvriers travaillent sur l'installation d'un cadre en acier temporaire en haut de la tour pour soutenir l'antenne en acier de 124 mètres lors de l'assemblage. L'antenne est en cours de fabrication en 16 sections distinctes dans une usine près de Montréal, et elles seront transportés par bateau à New York à la mi-novembre. Juste après Noël, les équipes vont commencer à transporter les segments d'antenne, un par un sur le site du World Trade Center. En arrivant sur le One World Trade Center, les sections d'antenne seront montées, pièce par pièce, au sommet du 1 WTC. Le processus devrait se terminer au début de 2013, mais la date exacte dépendra des conditions météorologiques au cours des opérations.
En octobre 2012, les travaux commenceront sur le revêtement de la base de la tour, de la construction de la place qui entourera le bâtiment et l'intérieur afin que la tour soit prête à être occupée. Ce travail pourrait durer un an ou plus. Le bâtiment devrait être terminé et prêt pour occupation dès fin 2013 ou début 2014.

#### Coûts estimés
Une estimation de février 2007 prévoyait un coût total de 3 milliards de dollars pour le One World Trade Center, soit 12 380 dollars le mètre carré. Cependant, dès janvier 2012 le coût estimé de la tour passa à 3,8 milliards de dollars, ce qui en faisait le bâtiment le plus coûteux au monde à l'époque. La construction de la tour fut financée en partie avec environ le milliard de dollars d'argent d'assurance récupéré par Silverstein grâce aux attentats du 11 septembre. L'État de New York versa 250 millions de dollars pour les coûts de construction, et l'Autorité portuaire accepta de financer un autre milliard de dollars par la vente d'actions. L'ouverture de nouveaux péages aux ponts et aux tunnels fut également mise en œuvre par l'Autorité portuaire pour lever des fonds, avec une augmentation de 56 % des péages entre 2011 et 2015, mais le produit de ces hausses de péages n'a finalement pas été utilisé pour payer la construction de la tour.

### Architecture et design
Les plus grandes parties du concept de Daniel Libeskind du concours de 2002 furent plus tard supprimées lors de la conception de la tour. La conception finale du One World Trade Center se composait d'une symétrie simple et un profil plus traditionnel, destiné à rester dans le profil architectural new-yorkais. La flèche centrale de la tour s'inspire des précédentes tels que l'Empire State Building et le Chrysler Building, et aussi pour rappeler visuellement la tour nord du World Trade Center d'origine, plutôt que d'être une flèche décalée par rapport au centre afin de ressembler à la statue de la Liberté.
La base du bâtiment est de 61 mètres de côté, presque identique à l'empreinte des tours jumelles d'origine. La tour s'élève sur un socle en béton sans fenêtres de 56 mètres de haut, destiné à la protéger contre les voitures piégées et autres menaces terroristes au niveau du sol. À l'origine, la base était destinée à être recouverte de verre prismatique décoratif, mais un simple revêtement de verre et d'acier fut finalement adopté lorsque la première option s'avéra impossible à réaliser. La conception du revêtement de la base actuelle est constituée d'ailettes de verre inclinées en saillie à partir de panneaux en acier inoxydable, semblables à ceux du 7 World Trade Center. Des LED placées derrière les panneaux s'allument pour illuminer la base pendant la nuit. Les panneaux de la façade en verre sur les quatre côtés du bâtiment pour les étages supérieurs, conçus par Schlaich Bergermann, sont compatibles avec les autres bâtiments du complexe. Ils mesurent 18 mètres de haut et 9,1 mètre de large sur les côtés Est et Ouest (pour l'accès à la terrasse d'observation) jusqu'à 15 mètres de large sur le côté nord, 21 mètres de large au sud pour l'accès principal des locataires. La façade fut fabriquée et assemblée à Portland, dans l'Oregon, par Benson Industries, utilisant du verre fabriqué dans le Minnesota par Viracon.
À partir du 20e étage, les bords carrés de la base cubique de la tour furent chanfreinés, transformant la forme du bâtiment en huit grands triangles isocèles, ou en un antiprisme carré allongé. Près de son milieu, la tour forme un octogone parfait, et culmine alors dans un parapet de verre dont la forme est un carré orienté à 45 degrés à partir de la base. Un mât de 124 mètres sculpté contenant l'antenne de diffusion - conçu en collaboration entre SOM, l'artiste Kenneth Snelson (qui a inventé la structure de tenségrité), les concepteurs lumière et les ingénieurs - est assurée par un système de câbles et par un anneau de support circulaire qui contiendra la radiodiffusion et des équipements supplémentaires d'entretien. La nuit, un faisceau intense de lumière sera projeté au-dessus de la flèche, pour être visible de plus de 300 m au-dessus de la tour.
David Childs de Skidmore, Owings and Merrill, l'architecte du One World Trade Center, a déclaré ce qui suit en ce qui concerne la conception de la tour :

« Nous voulions vraiment que notre projet soit choisi afin qu'il devienne bien réel, et qu'il ne restent pas seulement une esquisse. Nous avons exploré de nouveaux types d'infrastructure parce que la solution nécessiterait d'être plus convaincantes, et non seulement belle. Le design ne devait pas nécessiter l'utilisation de trop grandes structures sculpturales, et nous comprenons parfaitement l'importance emblématique de la tour, mais elle doit aussi être un bâtiment très efficace. Le discours sur la Freedom Tower fut trop souvent limitée aux aspects symboliques, formels et esthétiques, mais nous reconnaissons que si ce bâtiment n'est pas fonctionnel, si les gens ne veulent pas travailler et vivre là-bas, alors nous aurons échoué en tant qu'architectes. »

#### Répartition des étages et de la surface
Le One World Trade Center aura 104 étages. Le bâtiment aura 74 étages ouverts au public, dont 69 seront utilisés en tant que bureaux (environ 240 000 mètres carrés),,. Les 19 premiers niveaux seront dans la base du bâtiment, dont un hall de 20 m de haut qui sera commun à tous ces étages. Les étages de bureaux commenceront au 20e étage jusqu'au 63e, puis 65e au 90e. Un "sky lobby" occupera le 64e. Du 91e au 99e ainsi que les 103e et 104e niveaux seront réservés à la maintenance. La tour comprendra également une terrasse d'observation sur trois étages à partir du 100e jusqu'au 102e niveaux. Les installations de radiodiffusion et de l'antenne seront aussi situées à ces niveaux. Au sous-sol, un parking pour les locataires et un espace de stockage, un espace de magasins et des accès à la station PATH, aux rames de métro et au World Financial Center sont également prévus. Il y aura environ 5 100 mètres carrés d'espace souterrain destinés au commerce. Un projet de construction d'un restaurant en haut de la tour a été abandonnée car il avait été jugé logistiquement trop difficile. Le matériel pour le lavage des vitres sera situé sur une zone de 5 mètres carrés qui sera appelée l'étage 110, en référence aux 110 étages des tours jumelles.

#### Développement durable
Comme les autres bâtiments du nouveau complexe du World Trade Centre, le One World Trade Center inclut un certain nombre de caractéristiques de l'architecture durable. Une grande partie de la structure du bâtiment est faite de matériaux industriels recyclés, et environ 80 % des déchets de la construction sont également recyclés. Bien que la surface du toit de n'importe quelle tour soit relativement limitée, l'eau de pluie sera collectée et recyclée pour les systèmes de refroidissement. Des cellules à combustible à acide phosphorique PureCell vont générer 4,8 mégawatts et la combustion des vapeurs de déchets aidera également à produire de l'électricité. La New York Power Authority a sélectionné UTC Power pour fournir le système de pile à combustible de la tour qui se classera parmi l'une des plus grandes installations de piles à combustible dans le monde. La tour fera également appel aux sites hydroélectrique et éolienne hors du complexe. Les fenêtres sont faites d'un verre extra-clair qui permet de laisser passer un maximum de lumière du jour, tandis que l'éclairage intérieur est équipé de variateurs qui abaissent automatiquement les lumières pendant les journées ensoleillées, ce qui réduit la consommation d'énergie. Comme tous les nouveaux bâtiments sur le site du World Trade Center, le One World Trade Center sera chauffé à la vapeur ou grâce au service public de gaz situé sur le site.
One World Trade Center devrait recevoir une "Certification Gold" du Leadership in Energy and Environmental Design (LEED), ce qui en fait l'un des bâtiments les plus respectueux de l'environnement dans le monde par rapport à sa taille.

#### Sûreté et sécurité
En plus de la protection offerte par la base en béton armé, un certain nombre d'autres dispositifs de sécurité ont été inclus dans la conception du bâtiment, afin de mieux le préparer à un accident majeur ou à une attaque terroriste. Ces caractéristiques comprennent des murs en béton armé de 91 cm d'épaisseur pour toutes les cages d'escaliers, cages d'ascenseur, les contremarches et les systèmes d'arrosage. Ce système de sécurité inclut aussi des escaliers extra-larges, des escaliers pressurisés, un ensemble de cages d'escalier à usage réservé pour les pompiers et des filtres biologiques et chimiques dans la ventilation. Le bâtiment n'est plus éloigné de 8 mètres de West Street, comme les tours jumelles l'étaient; la tour est maintenant à 20 mètres de la rue. Le verre des fenêtres sur le côté de l'immeuble face à cette rue est spécialement trempé afin de résister aux explosions. Les 70 ascenseurs et les 9 escaliers mécaniques du 1 World Trade Center seront fournis par ThyssenKrupp, et les contrepoids en acier seront fournis par Concord Steel.

### Figures clés

#### Larry Silverstein
Larry Silverstein de Silverstein Properties, le propriétaire et le promoteur du complexe, reste propriétaire des bâtiments environnants, tandis que l'Autorité portuaire est pleine propriétaire de la tour elle-même. Silverstein a signé un bail de 99 ans pour le site du World Trade Center en juillet 2001, et demeure activement impliqué dans la plupart des aspects du processus de reconstruction.

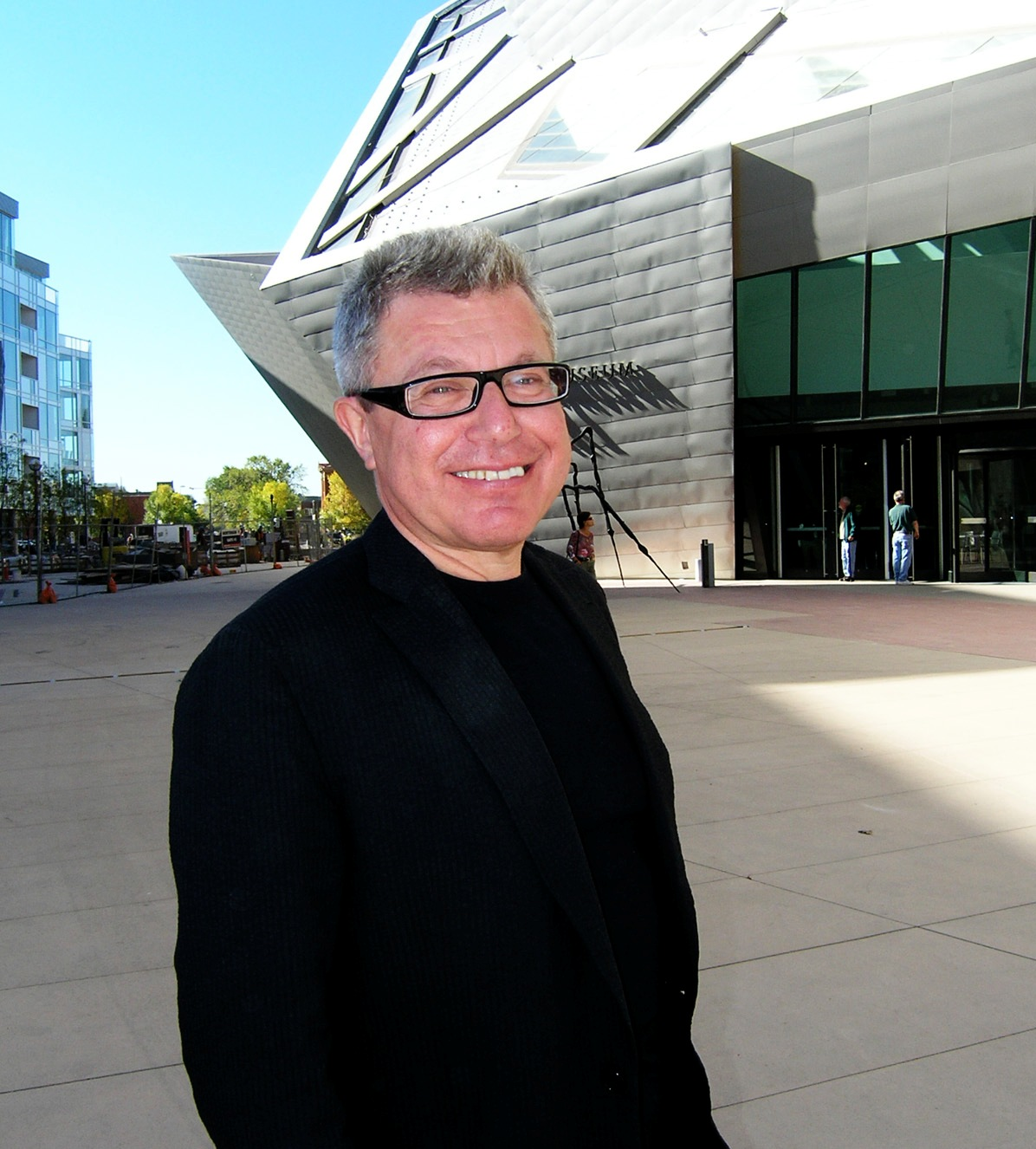
Daniel Libeskind a gagné en 2002 le concours pour créer les plans du nouveau World Trade Center.

#### David Childs
David Childs, l'un des architectes préférés Silverstein, a rejoint le projet à sa demande et a élaboré un projet pour le 1 World Trade Center en collaboration avec Daniel Libeskind. Le projet de la tour a été révisé par Childs en mai 2005 pour répondre aux préoccupations de sécurité. Il est l'architecte de la tour, et est chargé de superviser son développement du début à la fin de la construction.

#### Daniel Libeskind
L'architecte Daniel Libeskind a remporté le concours pour élaborer un plan de reconstruction du World Trade Center en 2002. Il a d'abord choisi une proposition nommée "Fondements de mémoire" pour la conception du 1 World Trade Center, un bâtiment avec jardins aériens et des moulins à vent, ainsi qu'une flèche excentrée. Libeskind a plus tard rejeté une demande visant à placer la tour dans un endroit plus rentable à côté de la station de PATH dans un bloc plus à l'ouest, parce que de profil, le bâtiment se serait aligné et aurait ressemblé à la Statue de la Liberté. La plupart des dessins de Libeskind ont ensuite été rejetés, et d'autres architectes ont été choisis pour construire les autres bâtiments du WTC. Néanmoins, un élément du plan initial de Libeskind a été reflété dans la conception finale, la hauteur symbolique de la tour : 1 776 pieds (541 mètres).

#### Dan Tishman
Dan Tishman, avec son père John Tishman, constructeur du premier World Trade Center, est le gestionnaire de la construction pour Tishman Realty & Construction, le constructeur du 1 WTC,.

#### Douglas Durst et Jody
Douglas et Judy Durst, les coprésidents de Durst Organisation, une société immobilière, a gagné le droit d'investir au moins 100 millions de dollars dans le projet le 7 juillet 2010. Durst Organisation est une entreprise familiale qui se spécialise dans le développement, la gestion, la location et l'exploitation de l'espace commercial de la construction écologique,,. Condé Nast, un locataire de longue date de Durst, a également confirmé une tentative de se déplacer au 1 World Trade Center en août 2010,,, et finalisé l'accord le 26 mai 2011.

#### Ouvriers de l'Autorité portuaire
Un court documentaire de WoodSearch Films a été mis en ligne sur YouTube le 31 août 2010, intitulé How does it feel to work on One World Trade Center? (« Quel effet cela fait de travailler sur le chantier du One World Trade Center ? »). Presque tous les ouvriers de la construction interviewés ont salué l'éthique et de l'unité de l'équipe de construction du nouveau World Trade Center. D'autres ont parlé de l'importance de la construction de la tour pour le peuple des États-Unis à leurs yeux. Un contremaître adjoint, George Collins, a déclaré : « Tous les hommes travaillent ensemble pour mettre en place ce bâtiment. Ils savent tous combien cela est important pour le pays — et de montrer au monde ce que nous, les Américains, pouvons faire. Accomplir ce projet les rend donc unis et fières. » Un autre contremaître adjoint, Scott Williams, a déclaré: « [L'] ambiance dans l'équipe est très bonne. »

## Construction du Two World Trade Center
200 Greenwich Street est l'adresse du futur gratte-ciel américain dont la construction est en attente sur le site du World Trade Center, à New York.
Aussi connu sous le nom de World Trade Center Tower 2, il devait initialement être haut de 382 mètres (1 254 pieds), 411 mètres (1 350 pieds) si l'on compte l’élément décoratif au sommet, et comprendre 88 étages, pour devenir, après la One World Trade Center, le deuxième gratte-ciel de New York, en dépassant l'Empire State Building. Il fait partie du projet de revitalisation de Lower Manhattan. En 2020, La tour en est cependant toujours à ses fondations et ce depuis plusieurs années, dans l'attente d'occupants qui assureraient le financement de sa construction.
En mai 2015, les deux entreprises médiatiques de Rupert Murdoch, la 21st Century Fox et News Corp signent une lettre d'intention avec le promoteur Larry Silverstein pour déménager dans la tour en attente de construction, mais ils demandent que le dessin original de Norman Foster, une tour surmontée de quatre « diamants » soit abandonné afin d'avoir l'espace pour installer des plateaux de télévision. Le nouveau dessin est confié à l'architecte danois Bjarke Ingels et ce dernier présente son projet en juin 2015 : une série de « blocs » décalés, empilés les uns sur les autres. Cependant, en janvier 2016, Murdoch annonce qu'il renonce à ce projet. Silverstein se montre dès lors certain qu'il trouvera d'autres clients pour réserver des espaces dans cette tour et permettre le lancement de sa construction, toujours selon le dessin de Bjarke Ingels. Fin 2017, la Deutsche Bank annonce avoir développé des plans pour la construction de la tour d'ici 2022 quand l'entreprise aura périmé l'utilisation de son siège social, mais elle doit choisir entre le 2 WTC et un bâtiment de l'autre grand projet immobilier en cours à Manhattan, le 50 Hudson Yards. Finalement, en mai 2018, le Deutsche Bank annonce qu'elle choisit le Centre Time Warner à Columbus Circle pour sa nouvelle implantation.

## Construction du Three World Trade Center

### Contexte
Le Three World Trade Center devait à l'origine être un podium de sept étages, avec une tour de bureaux de 73 étage sortant au-dessus de celui-ci. Les attaches en forme de diamant initialement prévues pour les faces avant et arrière de l'immeuble furent retirées du plan de la tour. Toutefois, les attaches diagonales sur les côtés furent conservées. Les quatre flèches du plan de la tour permette à la tour d'atteindre une hauteur de 378 mètres, ce qui en ferait le troisième bâtiment le plus haut à New York. La surface totale du bâtiment est prévue pour comprendre 190 000 m2  de bureaux et de commerces. Le début de la construction du bâtiment eut lieu en janvier 2008, et il devait être terminé en 2014,. L'ingénieur en structure pour le bâtiment est WSP. En novembre 2010, six piles à combustible sont livrées sur le chantier, prévues pour fournir environ 30 % de la puissance de la future tour.

### Proposition de réduction de la taille
Le 11 mai 2009, il fut annoncé que l'Autorité portuaire de New York et du New Jersey cherchait à réduire le Three World Trade Center à un plus petit bâtiment de quatre étages environ. Le plan d'ensemble, qui appelait également à une réduction similaire de hauteur pour le Two World Trade Center et l'annulation du projet de Five World Trade Centre, réduisant de moitié la quantité d'espace de bureau disponible dans le World Trade Center entièrement reconstruit à 460 000 mètres2  . L'Autorité portuaire cita la récession et les désaccords avec le promoteur Larry Silverstein pour justifier la réduction proposée. Silverstein s'opposa au projet de réduction, en déposant un avis de contestation le 7 juillet 2009. Ce faisant, la société de développement entama une période de deux semaines au cours de laquelle les projets furent renégociés et se concluant en gardant le projet initial. Silverstein Properties, qui a payé à l'Administration portuaire plus de 2,75 milliards de dollars en financement, nota l'incapacité de l'organisme à répondre aux obligations de construction dans sa plainte officielle.

### Construction
En 2012, le rez-de-chaussée en béton est presque terminé, et la partie inférieure podium a atteint le 5e étage. Le 6 avril, les couches de support de la superstructure sont finies, et la partie inférieure podium devrait être terminée d'ici l'été 2012. Le 18 mai, un nouveau rapport sur la construction indique que les travaux sur la superstructure se poursuivent ainsi que les barres d'armature et que le bétonnage. En outre, les services publics pour le site ont été installés. Enfin, la compagnie de construction prévoit que le podium atteigne une hauteur de 7 étages en septembre 2012.

## Construction du Four World Trade Center

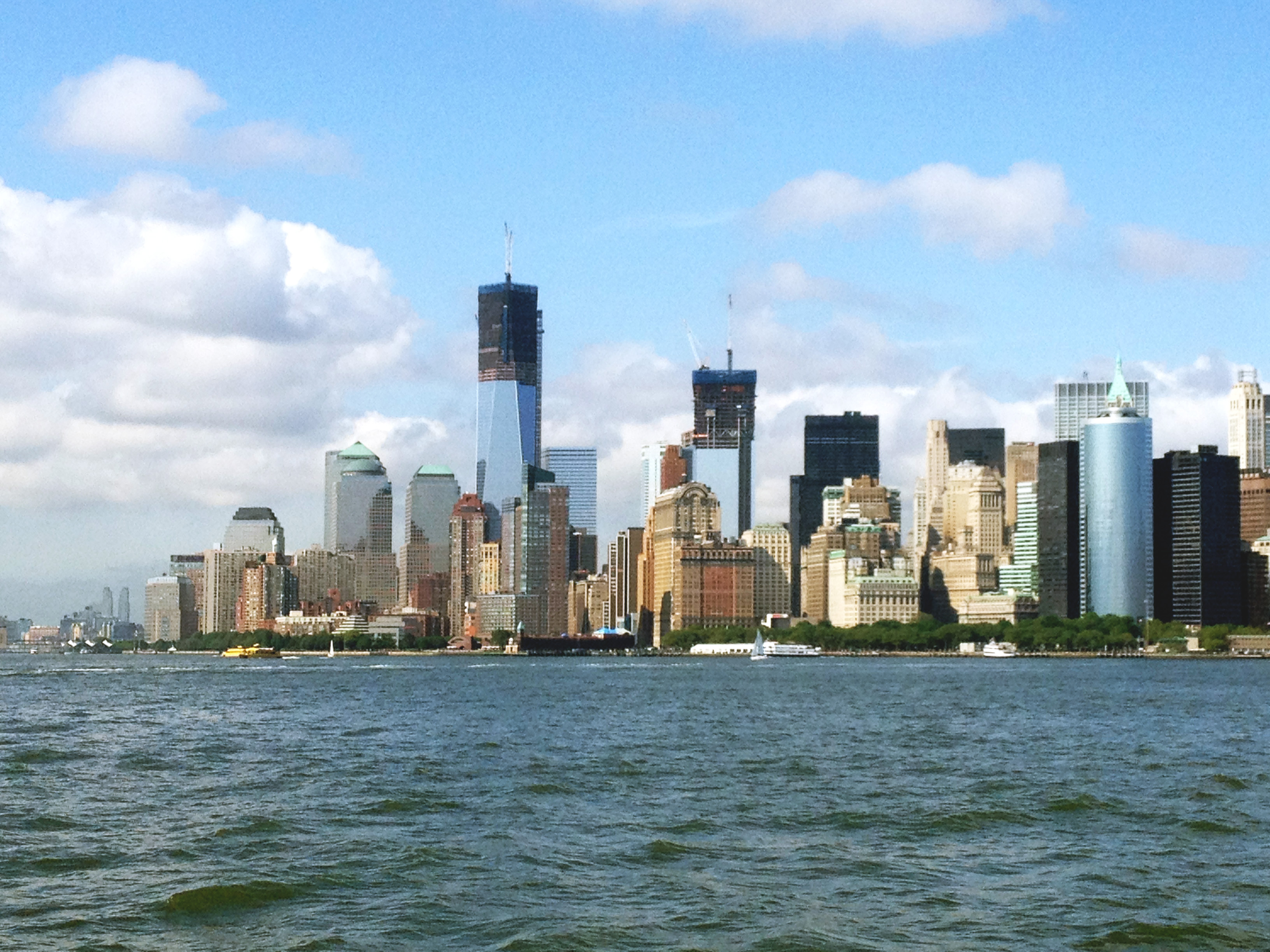
Le 1 WTC et le 4 WTC en construction, le 26 mai 2012.

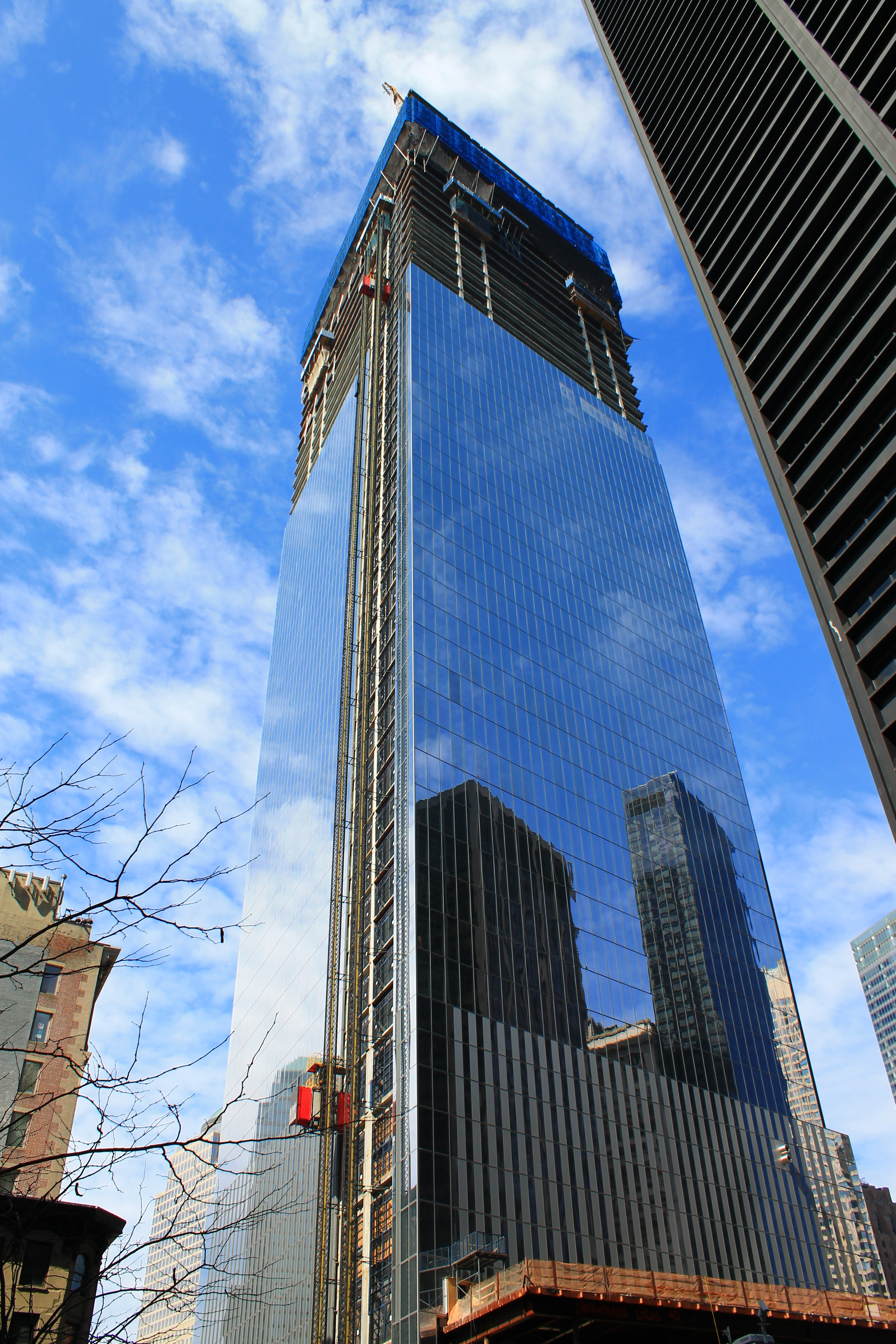
Une tour en construction, le 12 mars 2012.

Le Four World Trade Center (également connu sous le nom de 150 Greenwich Street) est un gratte-ciel en construction dans le cadre du complexe situé sur le coin sud-est du site de 16 âcres World Trade Center, où l'origine se tenait le premier 4 World Trade Center de neuf étages. Le Lauréat du prix Pritzker, l'architecte Fumihiko Maki, a obtenu le contrat pour la conception du bâtiment, qui mesurera 288 mètres de hauteur. En ce moment, il est le deuxième plus haut gratte-ciel du nouveau World Trade Center reconstruit derrière le One World Trade Center, bien qu'il devrait être dépassé par le Two World Trade Center et Three World Trade Center. Le bâtiment aura une surface totale de 167 000 m2, principalement des bureaux. La construction a commencé en janvier 2008, et devrait se finir en 2013. L'ingénieur responsable des structures est Leslie E. Robertson Associates, New York City.

### Conception
La partie du rez-de-chaussée du bâtiment est destinée à la vente au détail (cette partie se compose du rez-de-chaussée, trois étages juste au-dessus ainsi que les deux niveaux souterrains), deux formes distinctes d'étages permettront au bâtiment d'accueillir des bureaux. L'espace par étage sera de 3 376 mètres carrés sous la forme d'un parallélogramme (qui est conçu pour s'intégrer dans l'architecture du site) des étages 7 à 46. Les étages 48 à 63 auront chacun une surface de 2 600 mètres carrés sous la forme d'un trapèze, de sorte qu'il s'ouvre vers la pointe de l'île de Manhattan face au One World Trade Center. La tour comportera cinq niveaux destinés à la maintenance. La New York Power Authority sélectionna UTC Power pour fournir les douze cellules de carburant 12 PureCell 400 qui serviront à fournir de l'électricité, de l'eau et chaufferont le bâtiment. Ces systèmes sont l'une des plus grandes installations de piles à combustible dans le monde.

### Construction
La construction a commencé. Le bâtiment atteint le niveau de la rue en novembre 2009. Le système de sécurité a été installé en décembre 2010. Les premières fenêtres ont été installées en mai 2011. En novembre 2010, trois des douze piles à combustible PureCell, fournissant près de 30 % de la puissance de la tour, ont été livrées sur le site du World Trade Center.
Le 16 février 2012, l'un des câbles d'une grue de construction a cassé pendant la construction de la structure d'acier, ce qui fit tomber les poutres des 40 étages de l'immeuble, atterrissant sur un camion sans qu'il n'y ait de blessé. La construction du bâtiment a finalement repris après l'accident.
Le Four World Trade Center a atteint sa taille finale le 25 juin 2012.
Le 21 septembre 2012, voici l'état du site 4 World Trade Center::
- La structure d'acier est arrêtée au 72e étage. Il ne reste qu'à construire la partie supérieure destinée à la maintenance et le toit.
- L'installation des parois du bâtiment a commencé fin-avril 2011 et en est maintenant au 61e
- Les travaux dans Liberty Street (à l'intérieur de la zone du chantier) se sont finis en septembre 2012
- L'ignifugation, maçonnerie, le travail d'ingénierie dans les sous-sols et le travail sur les cages d'ascenseur sont en cours
- Deux grues sont désormais actives sur le site

## Construction du Five World Trade Center
Le Five World Trade Center (également connu sur le nom de 130 Liberty Street), est un bâtiment de 42 étages. Il devait être situé sur l'Emplacement 5 du nouveau World Trade Center, mais pas entièrement dans la parcelle de 16 acres (6,5 ha) des quatre autres bâtiments correspondant au site original World Trade Center. À une certaine époque, le bâtiment devait être construit sur le site de l'ancien Deutsche Bank Building. En juin 2007, J.P.Morgan Chase annonça des plans afin que le bâtiment devienne le nouveau siège mondial de la J.P. Morgan Investment Bank, mais l'acquisition de Bear Streams par J.P. Morgan en mars 2008 mit ces plans en doute, compte tenu que la compagnie devrait déménager son siège au 383 Madison Avenue. Ce bâtiment porte le même nom que le 5 WTC original, qui fut lourdement endommagé lors de l'effondrement de la tour nord. C'était le bâtiment le plus endommagé du complexe et il fut démoli en détruisant sa structure interne, puis des câbles furent utilisés pour enlever le reste comme pour les 4 et 6 World Trade Center.
La tour devait être conçue pour un usage résidentiel ou mixte dans le plan original du complexe. Le bâtiment devait avoir une hauteur maximale de 270 mètres et jusqu'à 140 000 m2 d'espace. Les négociations sur le site du World Trade Center se conclurent en avril 2006 avec un accord entre Larry Silverstein et l'Autorité portuaire de New York et du New Jersey, le propriétaire privé donnant son droit de construire sur le site du One World Trade Center et du Five World Trade Center l'Autorité portuaire en échange d'une aide financière pour la construction des Two, Three et Four World Trade Center. Le bâtiment de la Deutsche Bank fut détruit en mars 2007. Le travail le long de Liberty Street sert actuellement à préparer le quadrant nord du site. Le 22 juin 2007, l'Autorité portuaire annonça que JPMorgan Chase allait fournir 290 millions de dollars pour la location du site jusqu'en 2011 pour la construction d'un immeuble de 42 étages.

### Histoire
À la suite de l'acquisition de Bear Stearns par J.P. Morgan Chase en mars 2008, la société a annoncé son intention d'utiliser le siège existant Bear Stearns au 383 Madison Avenue en tant que nouveau siège de J.P. Morgan Investment Bank. La société a ensuite renoncé à occuper un gratte-ciel au 130 Liberty Street. Une proposition visant à transformer la tour de bureaux en une tour d'habitation ou mixte fut choisie à la place. Le 1er mai 2008, la démolition de l'ancien bâtiment de la Deutsche Bank reprit.

#### 2009
Le 11 mai 2009, il fut annoncé que l'Autorité portuaire de New York et du New Jersey cherchait à annuler la construction du Five World Trade Tower Center dans le cadre d'un plan global visant à réduire de moitié la quantité d'espace disponible le nouveau World Trade Center à 465 000 mètres carrés. L'agence, citant la récession et les désaccords avec le promoteur Larry Silverstein, a également proposé la réduction des bâtiments aux 200 Greenwich Street et 175 Greenwich Street à des petits bâtiments d'environ quatre étages.
Il a été proposé en juillet 2009 de déplacer le site prévu pour le Performing Arts Center à l'emplacement du 130 Liberty Street. Le Performing Arts Center devait être construit près du centre du site du World Trade Center dans le cadre du Mémorial National du 11 septembre. Cependant, la construction du bâtiment ne commencera pas avant 2015. La proposition ne précisait pas si le Performing Arts Center aurait occupé la totalité du site, mettant ainsi fin à des plans pour un Five World Trade tour Center, ou si le centre artistique serait intégré dans un gratte-ciel à usage mixte.

#### 2010
Le 25 mars 2010, l'Autorité portuaire annonça qu'elle avait assumé la responsabilité de la construction du Five World Trade Center, en plus du nouveau World Trade Center, du Memorial, du centre de transport et de l'infrastructure du site. Les tours 2, 3 et 4 continueront à être développés par Silverstein Properties.
Le 15 juin 2010, l'Université de New York exprima son intérêt dans le développement de la tour 5 dans le cadre de son programme de NYU 2031.

#### 2011
Le 28 février 2011, les travaux de démolition du bâtiment de la Deutsche Bank furent achevés, et la construction d'un autre projet du nouveau WTC, le Centre de sécurité des véhicules et de Stationnement d'autobus commença. L'Autorité portuaire fut officiellement choisie pour prendre en charge ce projet auquel fut rattaché le Five World Trade Center.
Le 1er septembre 2011, l'Autorité portuaire entama la procédure afin d'intégrer le Five World Trade Center dans le nouveau WTC, agissant en tant que développeur,.
Le 14 octobre 2011, le gouverneur Cuomo annonça un accord pour reconstruire l'église orthodoxe grecque Saint-Nicolas au 130 Liberty Street. L'Église serait situé à côté du futur Liberty Park, qui serait construit au-dessus du Centre de sécurité des véhicules.
Le 9 décembre 2011, la phase 2 de la construction de la « baignoire Sud », située sur le site de 130 Liberty Street, se poursuit avec l'excavation et le bétonnage.

#### 2012
Le bétonnage de la paroi et l'érection des charpentes métalliques de la baignoire Sud continue.

### Design
La tour a été conçue par Kohn Pedersen Fox. Il a choisi de construire un immeuble de 42 étages avec une partie de sept étages en porte-à-faux commençant au 12e étage. Cette section de l'immeuble aurait abrité les étages importants de J.P. Morgan Chase et s'élevant au-dessus de la nouvelle église orthodoxe grecque Saint-Nicolas.

## Construction du Six World Trade Center

### Avant la construction
Les débris de la tour Nord recouvrent la zone autour du 6 WTC, creusant un profond cratère dans le sous-sol du bâtiment. La société AMEC se charge de la démolition durant laquelle la structure du bâtiment est affaiblie puis mise à terre à l'aide de câbles.

### Construction
Finalement la construction d'un centre des arts du spectacle multi-espace du nom de "Performing Arts Center" est choisi pour remplacer le cratère. La construction commence en août 2017, suivie en 2020 par la construction de l'armature extérieure. Le bâtiment ouvre ses portes le 13 septembre 2023.

## Construction du Seven World Trade Center

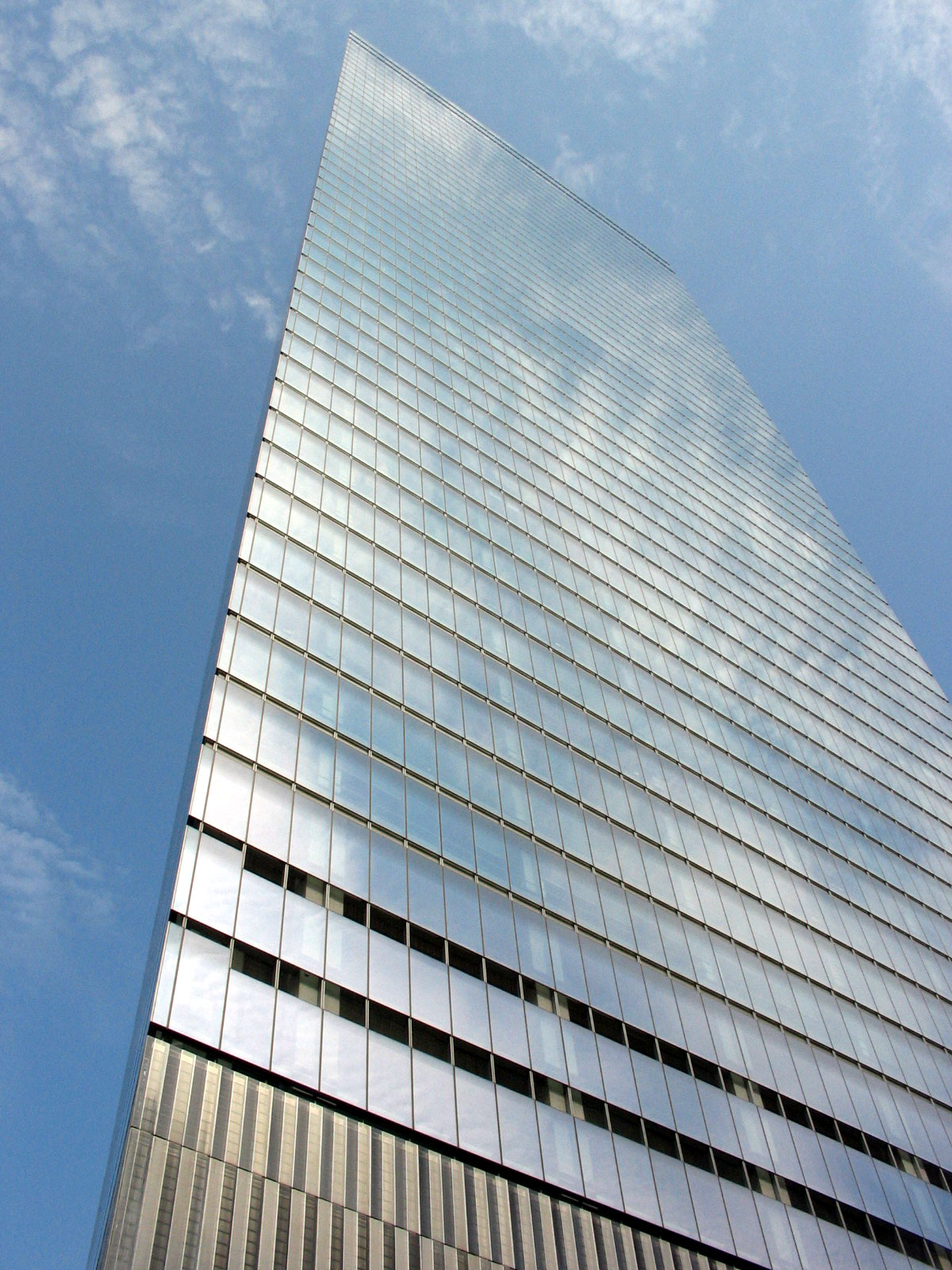
The new 7 World Trade Center

Le Seven World Trade Center a 52 étages et mesure 226 mètres de haut,. Le bâtiment a 42 étages de superficie habitable, à partir du 11e étage, et un total de 160 000 mètres carrés d'espace de bureau. Les dix premiers étages contiennent un générateur électrique, qui alimente une grande partie de Lower Manhattan. La tour de bureaux est plus étroite au niveau du sol que son prédécesseur.

### Design
Le nouveau 7 World Trade Center possède 49 étages avec une hauteur de 226 m (741 pieds). Le gratte-ciel a 42 étages d'espace locatif, démarrant au 11e étage et offrant 158 000 m2 d'espace de bureaux. Les dix premiers étages hébergent une station électrique fournissant de l'énergie pour le Lower Manhattan. La tour a une surface au sol plus restreinte que le gratte-ciel original. Cela permit de rénover la Greenwich Street dans le but de réunir TriBeCa et le district financier.
David Childs travailla avec le designer et spécialiste du verre James Carpenter pour créer un style utilisant un verre très clair et réfléchissant afin d'obtenir réflexion et lumière. De plus, de l'acier inoxydable traité a été utilisé derrière les vitres pour augmenter la réflexion du soleil. L'acier inoxydable utilisé pour la façade contient du molybdène assurant une forte résistance à la corrosion.

### Construction
La construction du Seven World Trade Center commence en 2002 et se termine en 2006. Le bâtiment ouvre ses portes le 23 mai 2006.

## Anecdotes
Le One World Trade Center (auparavant appelée Freedom Tower par le gouverneur Pataki) est la pièce maîtresse de la conception de Libeskind. Le bâtiment s'élèvera à 417 m, la hauteur de l'original World Trade Center au nord, et son antenne culminera à la hauteur symbolique de 541 m (1 776 pieds. La hauteur de l'antenne se réfère à 1776, année au cours de laquelle la Déclaration d'indépendance des États-Unis a été signée.
La tour est une collaboration entre le Studio Daniel Libeskind et l'architecte David Childs de Skidmore, Owings and Merrill. Childs fut le chef de projet pour cette tour, et Daniel Libeskind a collaboré à la conception et la conception schématique. Selon un reportage du 8 mars 2011 de la chaîne NY1, l'idée de construire un restaurant sur le toit du One World Trade Center fut abandonné à cause du risque de hausse des coûts. En outre, l'un des principaux locataires potentiels de cette tour serait l'éditeur Condé Nast Publications, bien que cela restera à confirmer une fois que la tour ouvrira officiellement ses portes,.
L'architecte britannique Norman Foster a conçu la deuxième tour (Two World Trade center), également connu sous le nom de 200 Greenwich Street. L'un des signes distinctifs de cette tour est son toit en forme de losange incliné.
Richard Rogers Partnership a conçu la tour 3 World Trade center ou 175 Greenwich Street, qui se trouve en face des deux bassins du mémorial.
Maki and Associates a conçu la Four World Trade center, également connu sous le nom de 150 Greenwich Street,.
La tour 5 (5 World Trade Center) a été conçue par Kohn Pedersen Fox et se trouvera où se dressait autrefois le Deutsche Bank Building. Le 22 juin 2007, l'autorité portuaire a annoncé que JP Morgan Chase louera le bâtiment de 42 étages pour le siège de sa banque,.
Le nouveau 7 World Trade Center se trouve hors de la propriété de l'autorité portuaire. David Childs de Skidmore, Owings and Merrill a conçu la tour, qui a ouvert en mai 2006. La société de projet a également annoncé que toutes les tours seront terminées, même avec les effets de la récession des années 2000 et dans le pire des cas avant 2020.

## Station de transport

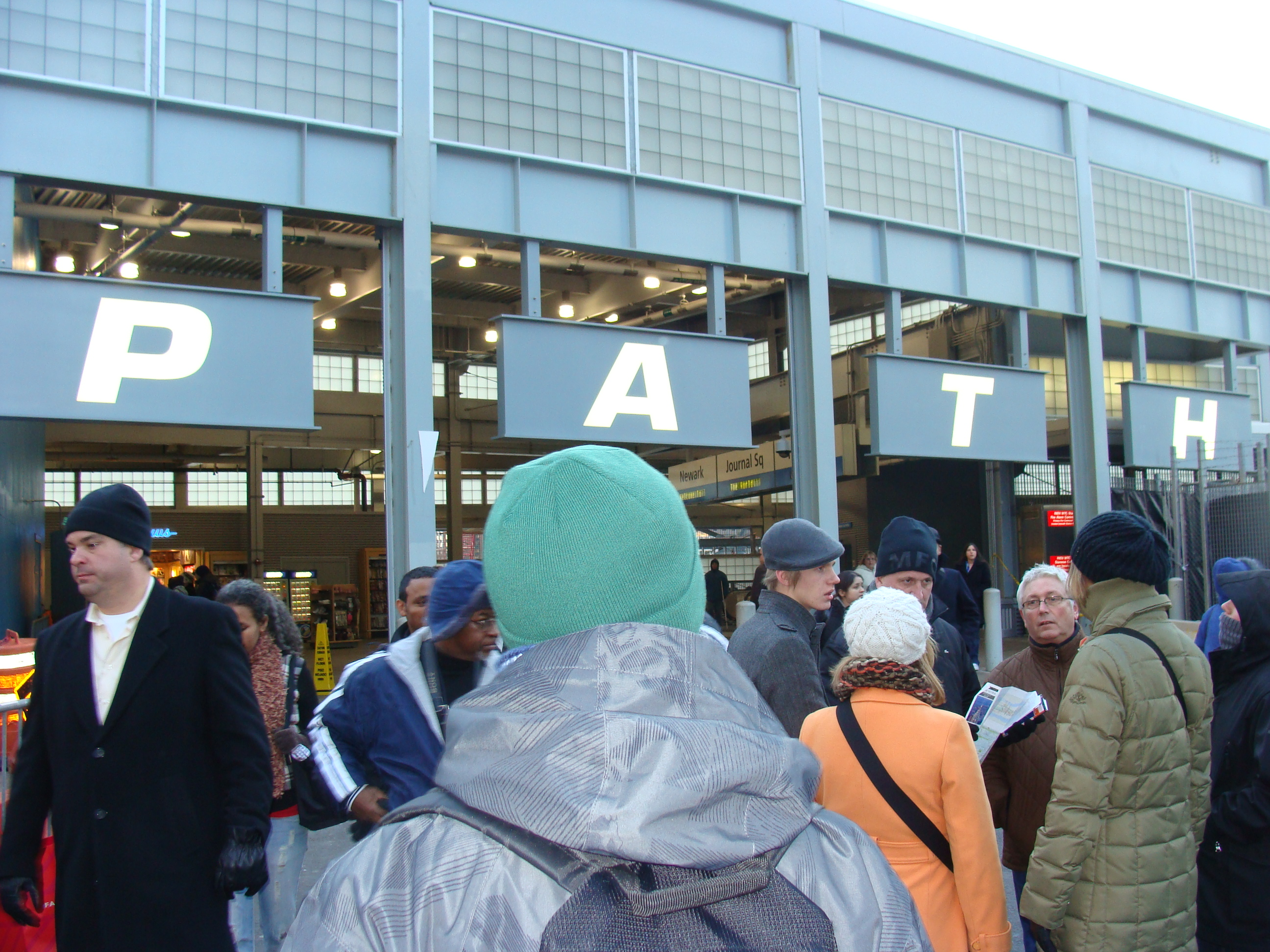
Entrée du PATH au World Trade Center.

Santiago Calatrava a conçu la station de transport du World Trade Center (son principal atout étant la station PATH) pour remplacer l'ancienne station du World Trade Center. La plateforme de transport concentrera la station du PATH et la ligne 1 du métro du New York City Transit Authority jusqu'au terminal de ferry, le World Financial Center et One World Trade Center à l'ouest et les lignes 2, 3, 4, 5, A, C, E, J, N, R et Z du métro de New York par le Fulton Center à l'est. L'autorité portuaire devra climatiser la nouvelle station, ainsi que le mémorial du 11 septembre et le musée, via un échangeur de chaleur alimenté par quatre tuyaux transportant de l'eau prélevée dans le proche fleuve Hudson. Le coût de la plateforme de transport est estimé à 3,44 milliards de dollars,,.

## Autre bâtiment

### Saint Nicholas Greek Orthodox Church
Les responsables gouvernementaux sont revenus en arrière sur leur accord de juillet 2008 selon lequel ils devaient reconstruire l'Église orthodoxe grecque Saint-Nicolas, la seule église détruite dans les attentats du 11 septembre,.
Un accord a été conclu le 14 octobre 2011 entre les responsables de l'église, le gouverneur Andrew Cuomo, et l'autorité portuaire pour reconstruire l'église sur le même site, mais trois fois plus grande qu'à l'origine, selon NY1.

## Critiques
Un épisode de l'émission 60 Minutes de la chaîne CBS en 2010 portait sur le manque de progrès à Ground zero, en particulier sur l'absence de dates d'achèvement de la majorité des bâtiments, dont la tour principale, le 1 World Trade Center qui a évolué à travers trois architectures différentes, ainsi que les retards et les dépenses. L'investisseur Larry Silverstein a déclaré que la date d'achèvement prévue par l'autorité portuaire pour l'ensemble du site est 2037, et que des milliards de dollars avaient déjà été dépensés sur le projet, même si Ground Zero « est encore un trou dans le sol ». Lors d'une interview pour l'épisode, Larry Silverstein a déclaré: « Je suis la personne la plus frustrée au monde… J'ai 78 ans. Je veux voir cette chose finie avant la fin de ma vie ». Cependant, début 2011, les 5 tours de bureaux du World Trade Center étaient en construction et des progrès importants ont été accomplis. Toutes les tours seront ouvertes entre 2012-2016, le mémorial et le musée ayant été terminés pour le dixième anniversaire des attentats, le 11 septembre 2011. Les principales critiques du projet ont été faites en 2008 et 2009, lorsque le peu d'avancée dans la construction avait été remarqué.

## Dates de reconstruction
En janvier 2021, les progrès sur la construction du nouveau site sont les suivants:
- 1 World Trade Center - La construction a commencé en avril 2006, deux ans plus tard, les colonnes d'acier de la tour centrale, les dalles en béton et les armatures ont été mises en place. En 2006, l'autorité portuaire a pris la relève de Silverstein Properties en tant que promoteur du projet. Tishman Construction Corporation est le chef de chantier. L'édifice a été inauguré en 2014.
- 2 World Trade Center - Initialement prévue pour 2008, la construction est toujours au stade des fondations en 2021. Un podium a été construit au niveau du sol en 2012, d'autres constructions commenceront lorsque la demande immobilière augmentera.
- 3 World Trade Center - Initialement prévue pour mars 2008, l'excavation et la préparation des travaux de fondation a lieu cette même année au mois d'avril, la construction a commencé en novembre 2010. L'édifice a été inauguré en juin 2018.
- 4 World Trade Center - La construction a commencé en 2008. La tour a été officiellement ouverte le 13 novembre 2013.
- 5 World Trade Center - La construction a commencé le 9 septembre, 2011 pour les fondations mais est toujours à l'arrêt en 2021. L'autorité portuaire agit en tant que promoteur du bâtiment.
- 7 World Trade Center - Inaugurée le 23 mai 2006 et a obtenu le statut d'or LEED.
- Mémorial du 11 septembre et musée - ouvert en septembre 2014. Le mémorial a été inauguré le 11 septembre 2011, coïncidant avec le 10e anniversaire des attaques. Le musée a été ouvert en mai 2014.
- La Station PATH World Trade Center a été inaugurée en 2016. Construite sur les plans de Santiago Calatrava, elle représente un oiseau déployant ses ailes pour s'envoler. L'édifice est construit entre le 3 World Trade Center et l'édifice en projet du 2 World Trade Center, sa construction démarre en avril 2010.
- Le Liberty Park - Eglise Saint Nicolas - ouvert en 2016. Le Liberty Park est construit au-dessus d'un centre de sécurité des véhicules au sud du Ground Zero. Il accueille l'ancienne Sphere, ancienne sculpture-fontaine qui a survécu à l'effondrement des tours. La reconstruction de l'Eglise Saint Nicolas en 2014 et s'achèvera le 11 septembre 2021.
- Le Perelman Performing Arts Center (ou « PAC NYC ») - La construction a débuté en août 2017 et s'est achevée à la mi-2023 pour une ouverture avec cérémonie d'inauguration en septembre 2023.

### Galerie

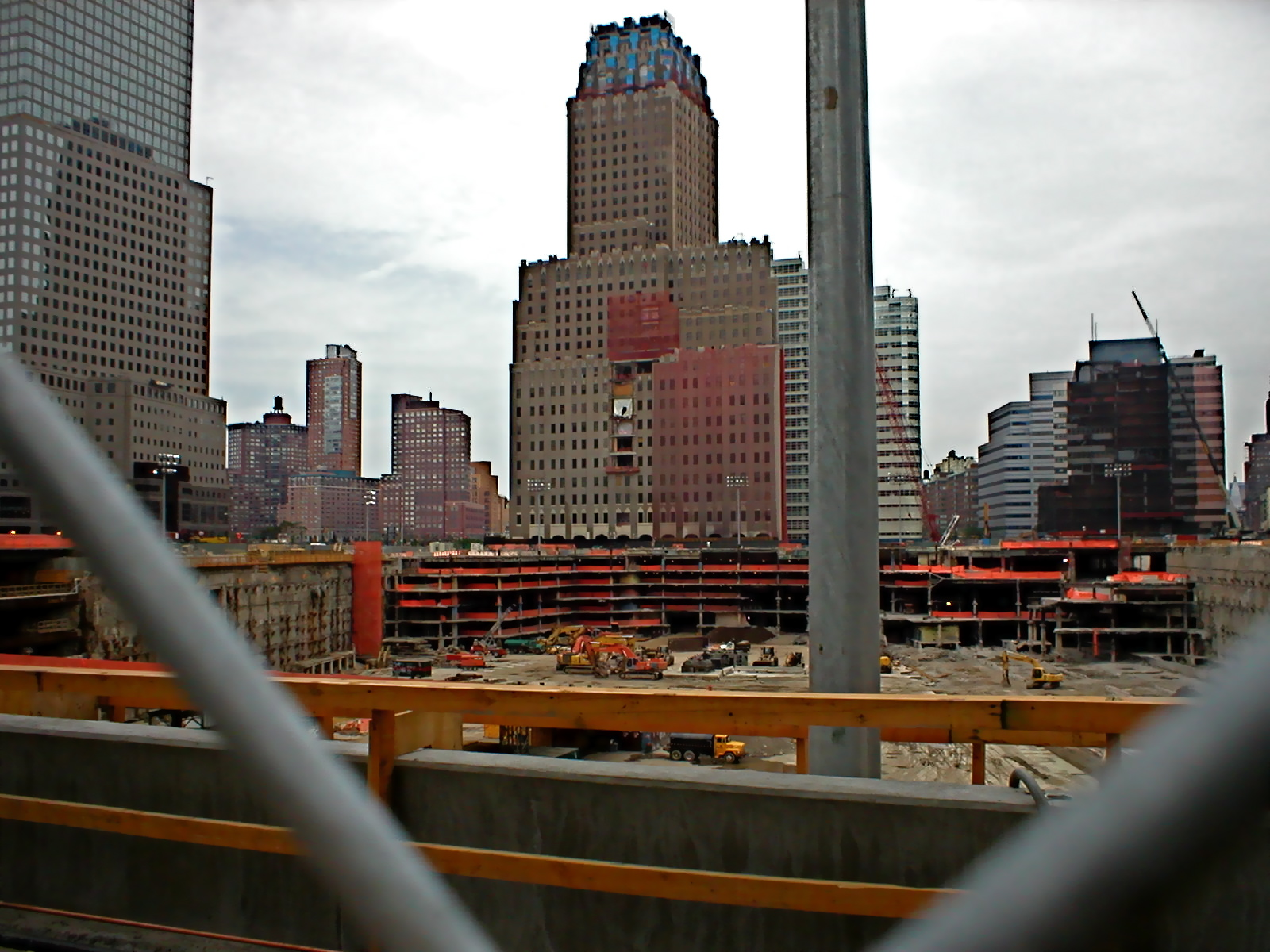
Vue des travaux de déblaiement de Ground Zero en 2001.
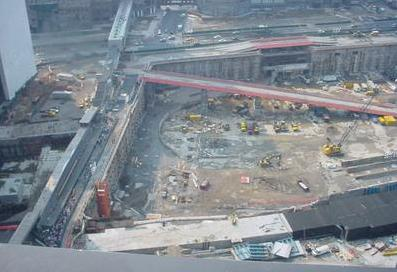
Le site du World Trade Center nettoyé de ses débris en 2003.
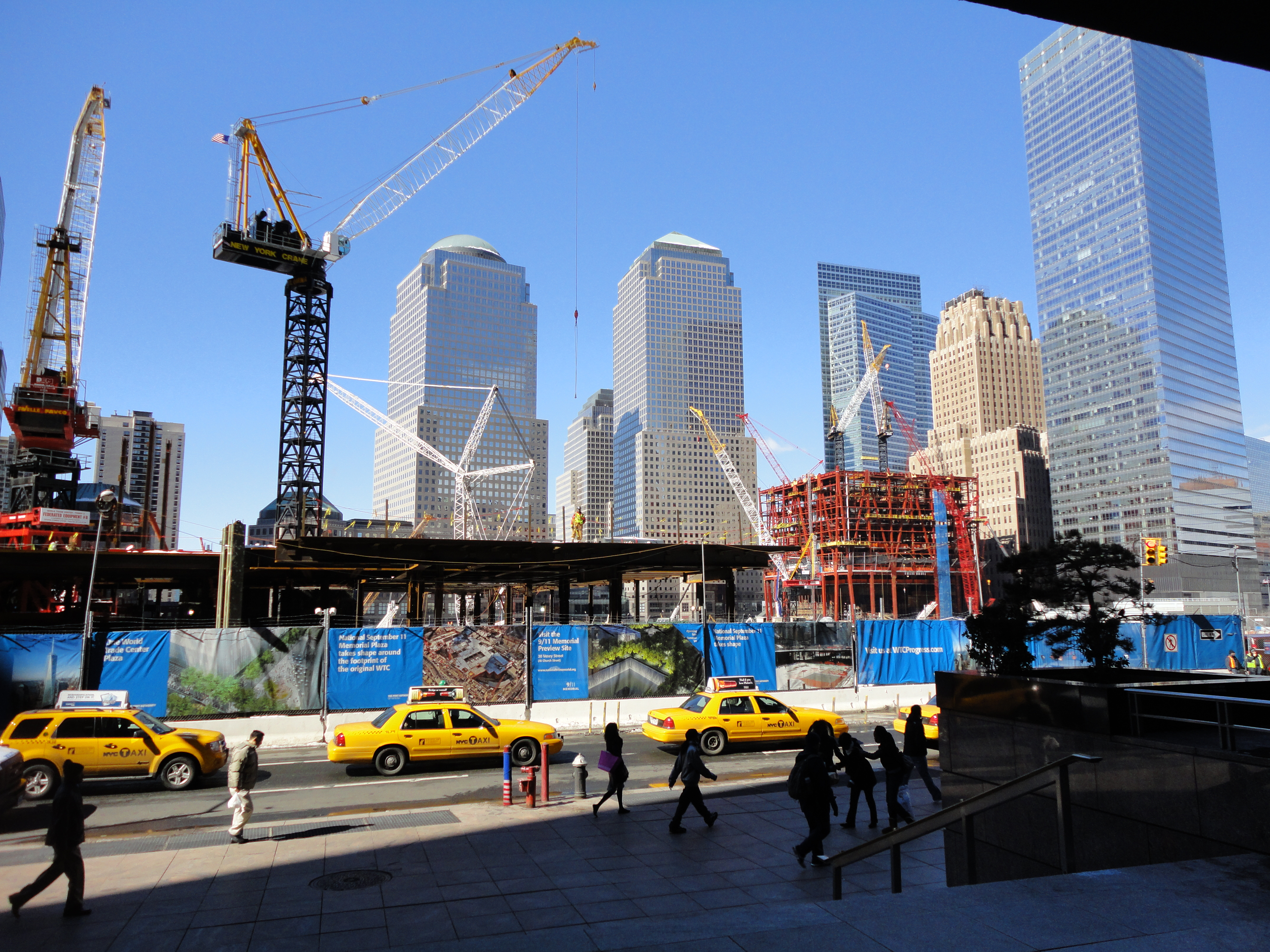
La construction le 2 mars 2010. On peut apercevoir la tour 4 à gauche.
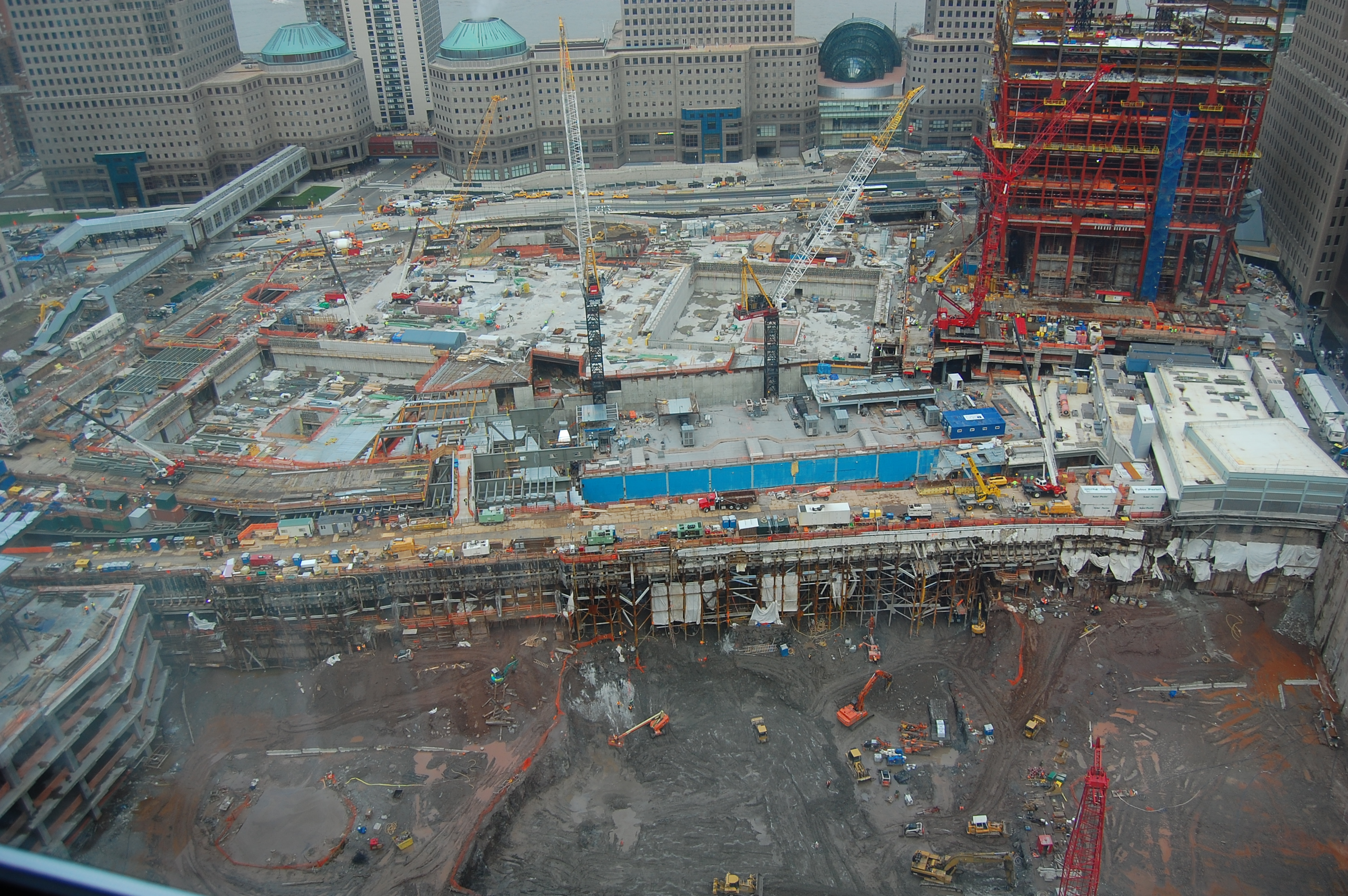
Vue aérienne en avril 2010.
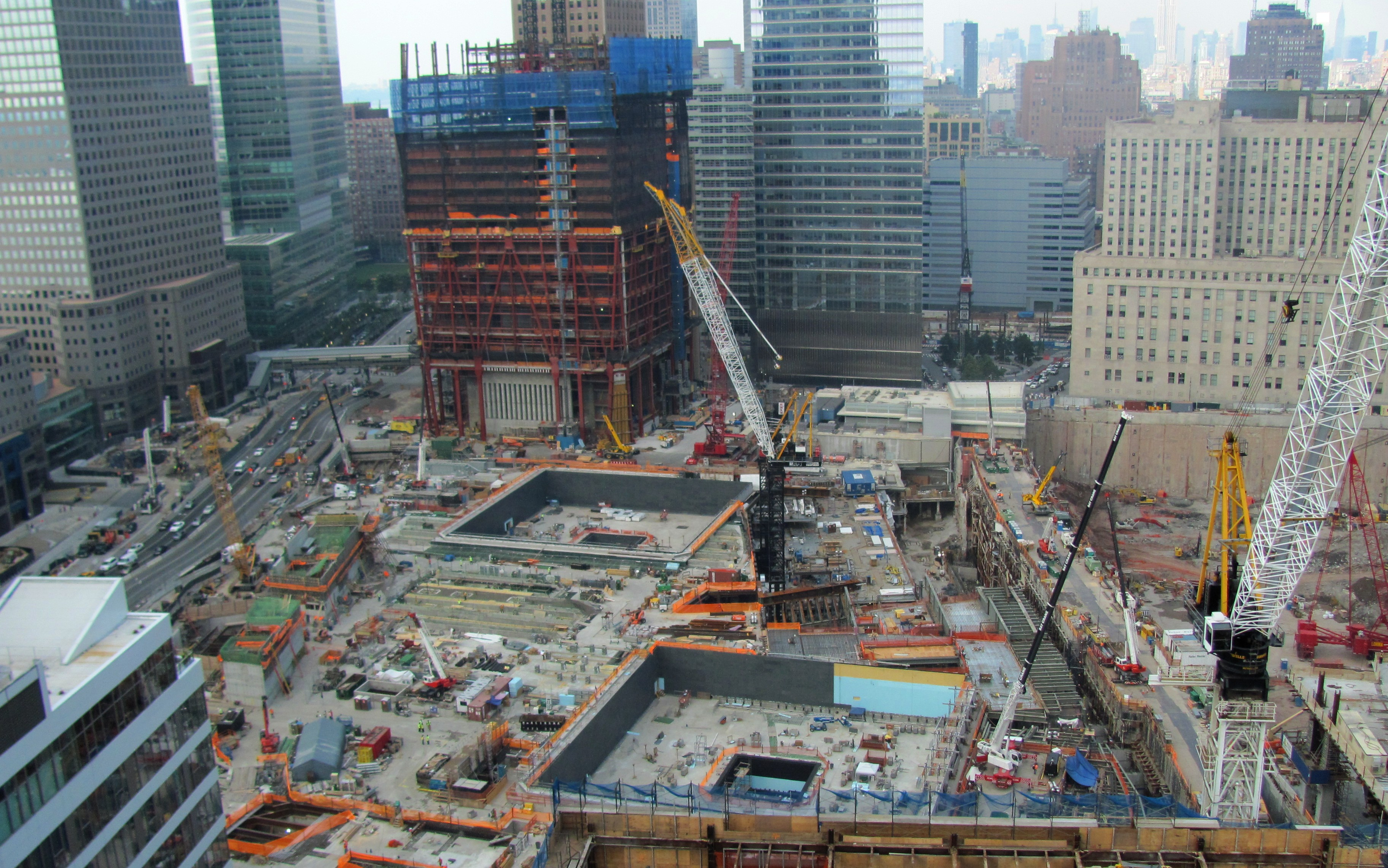
Construction du mémorial et du One World Trade Center vus depuis le 30e étage du W Hôtel le 28 juillet 2010.
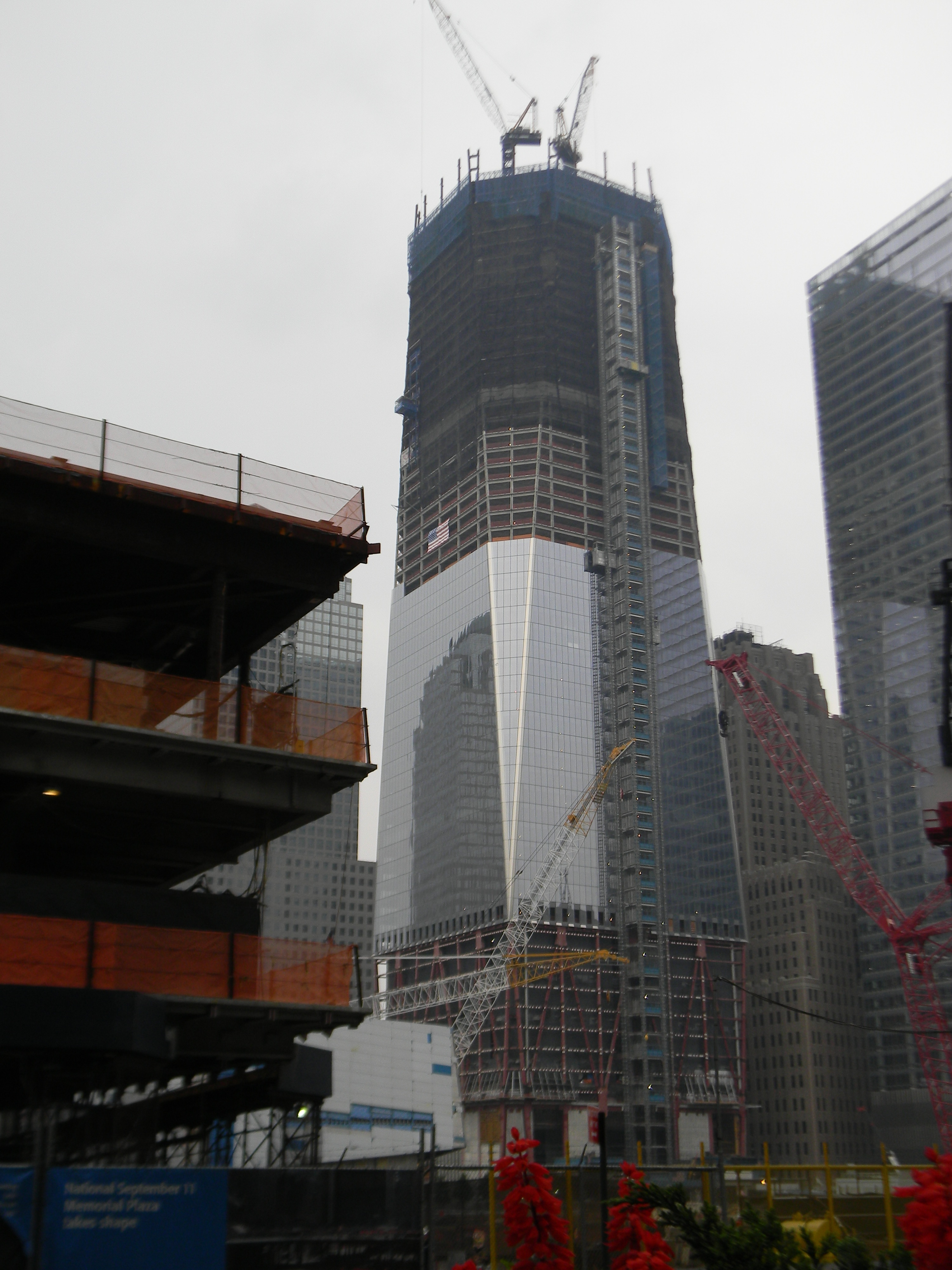
Le One World Trade Center le 1er juin 2011. La tour d'acier en est au 68e.
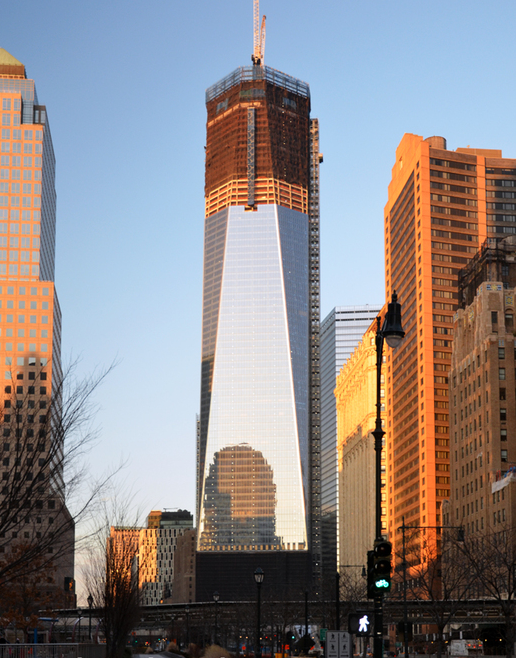
Le One World Trade Center le 28 janvier 2012. La construction des fenêtres est plus avancée que sur le 7 World Trade Center.